# Pyrgoteles cristata
Pyrgoteles cristata är en insektsart som beskrevs av Karsch 1894. Pyrgoteles cristata ingår i släktet Pyrgoteles och familjen lyktstritar. Inga underarter finns listade i Catalogue of Life.